# Kurumaya Shintaro
Kurumaya Shintaro (車屋 紳太郎 Kurumaya Shintarō, sinh ngày 5 tháng 4 năm 1992 ở Kumamoto, Kumamoto) là một cầu thủ bóng đá người Nhật Bản thi đấu cho Kawasaki Frontale.

## Thống kê sự nghiệp câu lạc bộ
Cập nhật gần đây nhất: 22 tháng 2 năm 2019.
| Thành tích câu lạc bộ | Thành tích câu lạc bộ | Thành tích câu lạc bộ | Giải vô địch | Giải vô địch | Cúp                   | Cúp                   | Cúp Liên đoàn | Cúp Liên đoàn | Châu lục | Châu lục  | Khác    | Khác      | Tổng cộng | Tổng cộng |
| Mùa giải              | Câu lạc bộ            | Giải vô địch          | Số trận      | Bàn thắng    | Số trận               | Bàn thắng             | Số trận       | Bàn thắng     | Số trận  | Bàn thắng | Số trận | Bàn thắng | Số trận   | Bàn thắng |
| Nhật Bản              | Nhật Bản              | Nhật Bản              | Giải vô địch | Giải vô địch | Cúp Hoàng đế Nhật Bản | Cúp Hoàng đế Nhật Bản | Cúp Liên đoàn | Cúp Liên đoàn | AFC      | AFC       | Khác1   | Khác1     | Tổng cộng | Tổng cộng |
| --------------------- | --------------------- | --------------------- | ------------ | ------------ | --------------------- | --------------------- | ------------- | ------------- | -------- | --------- | ------- | --------- | --------- | --------- |
| 2014                  | Kawasaki Frontale     | J1 League             | 2            | 0            | 0                     | 0                     | 0             | 0             | –        | –         | –       | –         | 2         | 0         |
| 2015                  | Kawasaki Frontale     | J1 League             | 30           | 0            | 1                     | 0                     | 5             | 0             | –        | –         | –       | –         | 36        | 0         |
| 2016                  | Kawasaki Frontale     | J1 League             | 30           | 1            | 5                     | 1                     | 5             | 0             | –        | –         | 1       | 0         | 41        | 2         |
| 2017                  | Kawasaki Frontale     | J1 League             | 34           | 0            | 3                     | 0                     | 3             | 0             | 10       | 0         | –       | –         | 50        | 0         |
| 2018                  | Kawasaki Frontale     | J1 League             | 31           | 0            | 2                     | 0                     | 0             | 0             | 4        | 0         | 1       | 0         | 38        | 0         |
| Tổng cộng sự nghiệp   | Tổng cộng sự nghiệp   | Tổng cộng sự nghiệp   | 127          | 1            | 11                    | 1                     | 13            | 0             | 14       | 0         | 2       | 0         | 167       | 2         |

## Sự nghiệp quốc tế
Ngày 7 tháng 5 năm 2015, Nhật Bản's coach Vahid Halilhodžić called him for a two-days training camp.

## Danh hiệu

### Câu lạc bộ
- J1 League (1): 2017

### Cá nhân
- J.League Best XI (1): 2017